# Émile Hennequin
Émile Hennequin (* 1858; † 1888) war ein französischer Philosoph, Journalist und Literaturkritiker.
Hennequins bekanntestes Werk ist La critique scientifique, in dem er eine wissenschaftliche Herangehensweise an die Literaturkritik vorschlägt.

## Werke
- La Critique scientifique, 1888.
- Quelques écrivains français : Flaubert, Zola, Hugo, Goncourt, Huysmans, etc., 1890.